# Айвз, Бёрл
Бёрл Айкл Айвенго Айвз (англ. Burl Icle Ivanhoe Ives; 14 июня 1909 — 14 апреля 1995) — американский актёр и певец в стиле фолк, лауреат премий «Оскар», «Золотой глобус» и «Грэмми».

## Биография

### Юные годы
Бёрл Айвз родился в небольшом городке в Иллинойсе в семье фермера, где помимо него в семье было ещё шестеро детей. Свой певческий талант он впервые продемонстрировал, будучи ещё ребёнком, когда по приглашению дяди исполнил несколько баллад на встрече солдат-ветеранов, и своём голосом впечатлил всю аудиторию. Он также был посвящён в масонство шотландского обряда в 1927 году.
Первую попытку записи своих песен он предпринял в 1929 году, но в то время его постигла неудача. В 1930-х годах Айвз много путешествовал по США, подрабатывая на различных грязных работах, а также исполняя свои песни под банджо. Оказавшись во время своих странствия в городке Мона в штате Юта, Бёрл Айвз угодил в тюрьму за бродяжничество и исполнение песни «Foggy, Foggy Dew», которую власти города посчитали непристойной.

### Начало карьеры
В 1931 году Айвз начал выступать на радио в Индиане, и в то же время решил получить более хорошее образование, поступив в Государственный педагогический колледж Индианы. В 1940 году он стал ведущим собственной музыкальной радиопередачи, с успехом исполняя там многие знаменитые в прошлом баллады. Благодаря ему вновь оказались популяризированы такие народные песни как «Foggy, Foggy Dew», «Blue Tail Fly» и «Big Rock Candy Mountain».

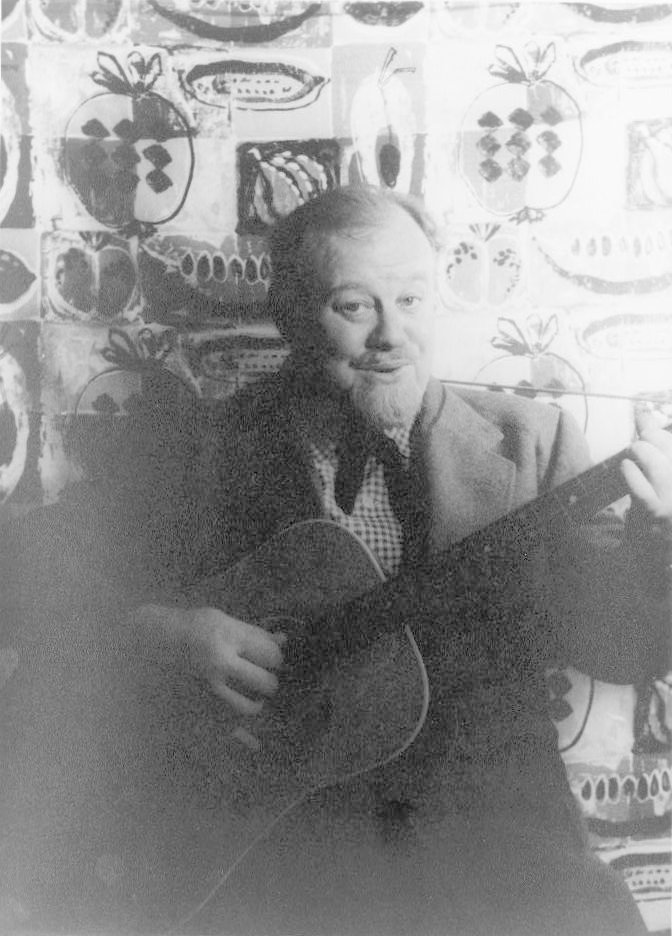
На фото К. Ван Вехтена (1955)

В начале 1942 года Айвза призвали в армию, где за последующий год он дослужился до звания капрала. В сентябре 1943 года, из-за проблем со здоровьем, он был списан в резерв. В декабре того же года Бёрл Айвз перебрался в Нью-Йорк, где получил работу на радио «CBS».
Первым фильмом мистера Айвза был «Смоки» (1945), в котором он сыграл поющего ковбоя. В декабре 1945 года он женился на сценаристке Хелен Пек Эрих, которая в 1949 году стала матерью их сына Александра.
В 1946 году состоялся дебют Бёрла Айвза на большом экране в фильме «Смоки». Успешным для него стал 1949 года, когда песня «Lavender Blue» в его исполнении из фильма «Так дорого моему сердцу», была номинирована на «Оскар».
В начале 1950-х Айвз попал в Чёрный список Голливуда из-за подозрений в его связи с коммунистами, что в начале десятилетия заметно снизило его шансы на хорошие роли в кино. Из-за его тесного сотрудничества с Комиссией по расследованию антиамериканской деятельности, в ходе которого ему удалось убедить её членов в своей непричастности к деятельности коммунистической партии, Бёрл Айвз был исключён из Чёрного списка, но испортил отношения со многими коллегами-музыкантами, посчитавшими его предателем.

### Успех и признание
В 1958 году актёр появился сразу в пяти успешных кинолентах, среди которых «Кошка на раскалённой крыше», «Любовь под вязами», «Ветер над равнинами», «Наш человек в Гаване» и «Большая страна», за роль Руфуса Хэннесси в котором он удостоился премии «Оскар» в актёрской номинации за роль второго плана.
С начала 1960-х годов Бёрл Айвз с большей регулярностью занялся музыкой, записав в последующие годы несколько десятков песен в стиле кантри, занимавших в разное время успешные позиции в национальный чартах. В то же время он продолжал свою карьеру в кино, на телевидении, а также на театральный сценах Бродвея. Айвз является автором автобиографии, опубликованной в 1948 года, пары песенников и ещё нескольких художественных книг. В 1971 году, после развода с первой супругой, он вновь женился, на Дороти Костер Пол.
Бёрл Айвз скончался в апреле 1995 года от рака ротовой полости в возрасте 85 лет.

## Избранная фильмография
| Год  |    | Русское название                       | Оригинальное название                 | Роль                |
| ---- | -- | -------------------------------------- | ------------------------------------- | ------------------- |
| 1955 | ф  | К востоку от рая                       | East of Eden                          | Сэм, шериф          |
| 1958 | ф  | Кошка на раскалённой крыше             | Cat on a Hot Tin Roof                 | Большой Па          |
| 1958 | ф  | Любовь под вязами                      | Desire Under the Elms                 | Эфраим Кэбот        |
| 1958 | ф  | Большая страна                         | The Big Country                       | Руфус Хеннесси      |
| 1959 | ф  | Наш человек в Гаване                   | Our Man in Havana                     | доктор Хассельбахер |
| 1982 | ф  | Белый пёс                              | White Dog                             | Карратерс           |
| 1984 | тф | Караван смельчаков. Приключения эвоков | Caravan of Courage: An Ewok Adventure | голос от автора     |
| 1988 | ф  | Слияние двух лун                       | Two Moon Junction                     | шериф Эрл Хокинс    |

## Награды
- Оскар 1959 — «Лучший актёр второго плана» («Большая страна»)
- Золотой глобус 1959 — «Лучший актёр второго плана» («Большая страна»)